# Nixchen (film 1926)
Nixchen è un film muto del 1926 diretto da Curt Blachnitzky (Kurt Blachy). La sceneggiatura si basa su Nixchen. Ein Beitrag zur Psychologie der höheren Tochter, romanzo a tema erotico che la scrittrice Helene Keßler pubblicò nel 1899 con lo pseudonimo di Hans von Kahlenberg.

## Produzione
Il film fu prodotto dalla Naxos-Film GmbH di Berlino.

## Distribuzione
Distribuito dalla Naxos-Film GmbH, uscì nelle sale cinematografiche tedesche presentato all'Alhambra Kurfürstendamm di Berlino il 17 dicembre 1926.